# Högestads socken
Högestads socken i Skåne ingick i Herrestads härad, ingår sedan 1971 i Ystads kommun och motsvarar från 2016 Högestads distrikt.
Socknens areal är 13,62 kvadratkilometer varav 13,50 land. År 2000 fanns här 80 invånare.  Kyrkbyn Högestad med Högestads gods och sockenkyrkan Högestads kyrka ligger i socknen. 

## Administrativ historik
Socknen har medeltida ursprung. 
Vid kommunreformen 1862 övergick socknens ansvar för de kyrkliga frågorna till Högestads församling och för de borgerliga frågorna bildades Högestads landskommun. Landskommunen uppgick 1952 i Herrestads landskommun som uppgick 1971 i Ystads kommun. Församlingen uppgick 2002 i Sövestadsbygdens församling.
1 januari 2016 inrättades distriktet Högestad, med samma omfattning som församlingen hade 1999/2000.  
Socknen har tillhört län, fögderier, tingslag och domsagor enligt vad som beskrivs i artikeln Herrestads härad. De indelta soldaterna tillhörde Södra skånska infanteriregementet, Herresta kompani.

## Geografi
Högestads socken ligger norr om Ystad med Fyleån i öster. Socknen är en småkuperad odlingsbygd med inslag av skog.

## Fornlämningar
Från stenåldern är boplatser funna. Från bronsåldern finns sju gravhögar. Även finns gravar under flat mark. 

## Namnet
Namnet skrevs 1256 Höckestethe och kommer från kyrkbyn. Efterleden är sta(d), 'plats; ställe'. Förleden kan innehålla hök eller mansnamnet Höki(r).